# Anatolij Eduardovics Szergyukov
Anatolij Eduardovics Szergyukov (oroszul: Анатолий Эдуардович Сердюков; Holmszkij, Krasznodari határterület, 1962. január 8. –) orosz üzletember, politikus. 2007. február 15. – 2012. november 6. között Oroszországi Föderáció védelmi minisztere volt.
1984-ben végzett a Leningrádi Közgazdasági Főiskolán, majd 2001-ben jogi végzettséget szerzett a Szentpétervári Állami Egyetemen. 1984–1985 között a Szovjet Hadseregben szolgált. 1985-től 1991-ig a bútorkereskedelemmel foglalkozó Leningrádi Lenmebeltorg 3. sz. üzletének részlegvezető-helyettese, majd részlegvezetője volt. 1991-től 1994-ig a Lenmebeltorg kereskedelmi igazgatójának helyetteseként dolgozott. 1993-tól a Lenmebeltorgból létrejött Mebel-Market munkatársa volt. Az első évben a vállalat marketing-igazgatójának helyettese, 1993–1995 között marketing igazgatója, 1995-től 2000-ig pedig vezérigazgatója volt.
A védelmi minisztériumhoz tartozó Oboronszervisznél feltárt pénzügyi visszaélések miatt nyomozás indult ellene, emiatt Vlagyimir Putyin 2012. november 6-án felmentette hivatalából. Utóda Szergej Sojgu lett.